# 멕시코-미국 국경

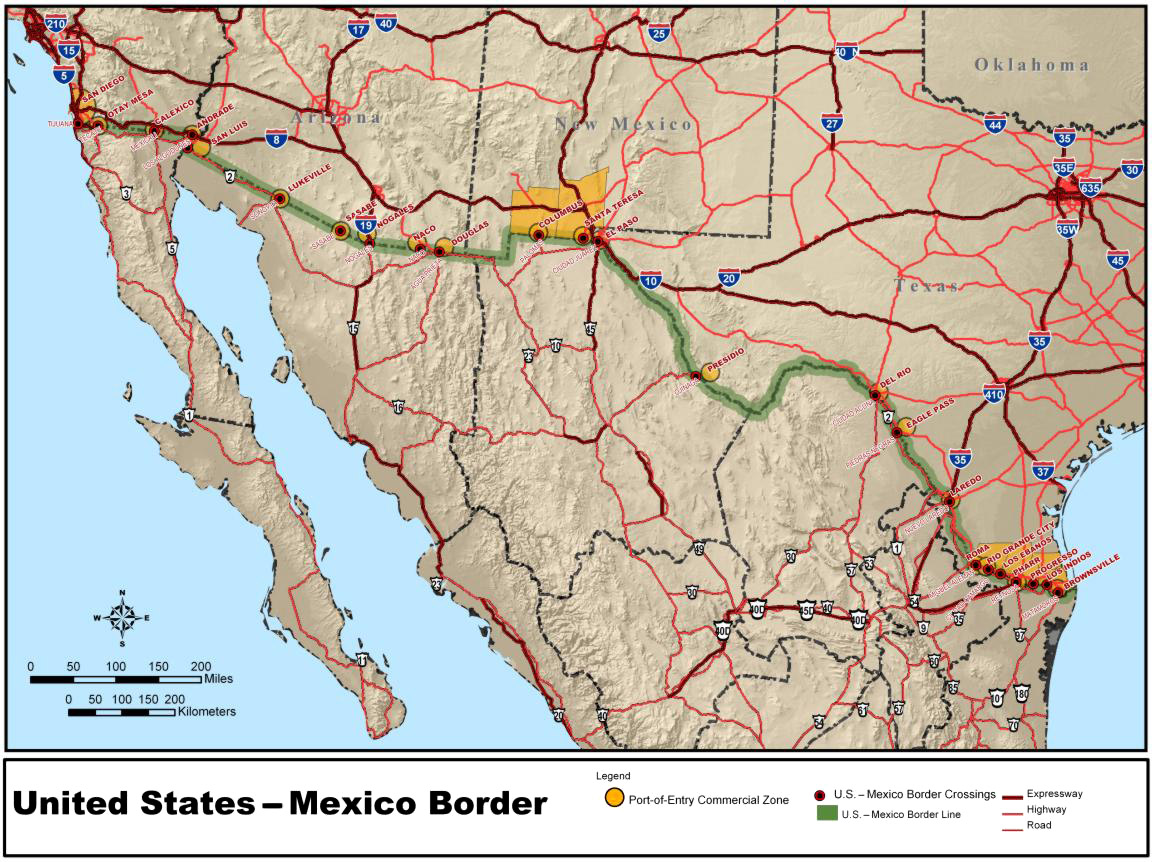
멕시코와 미국의 국경은 미국의 4개 주와 멕시코의 6개 주에 접하고 있다.

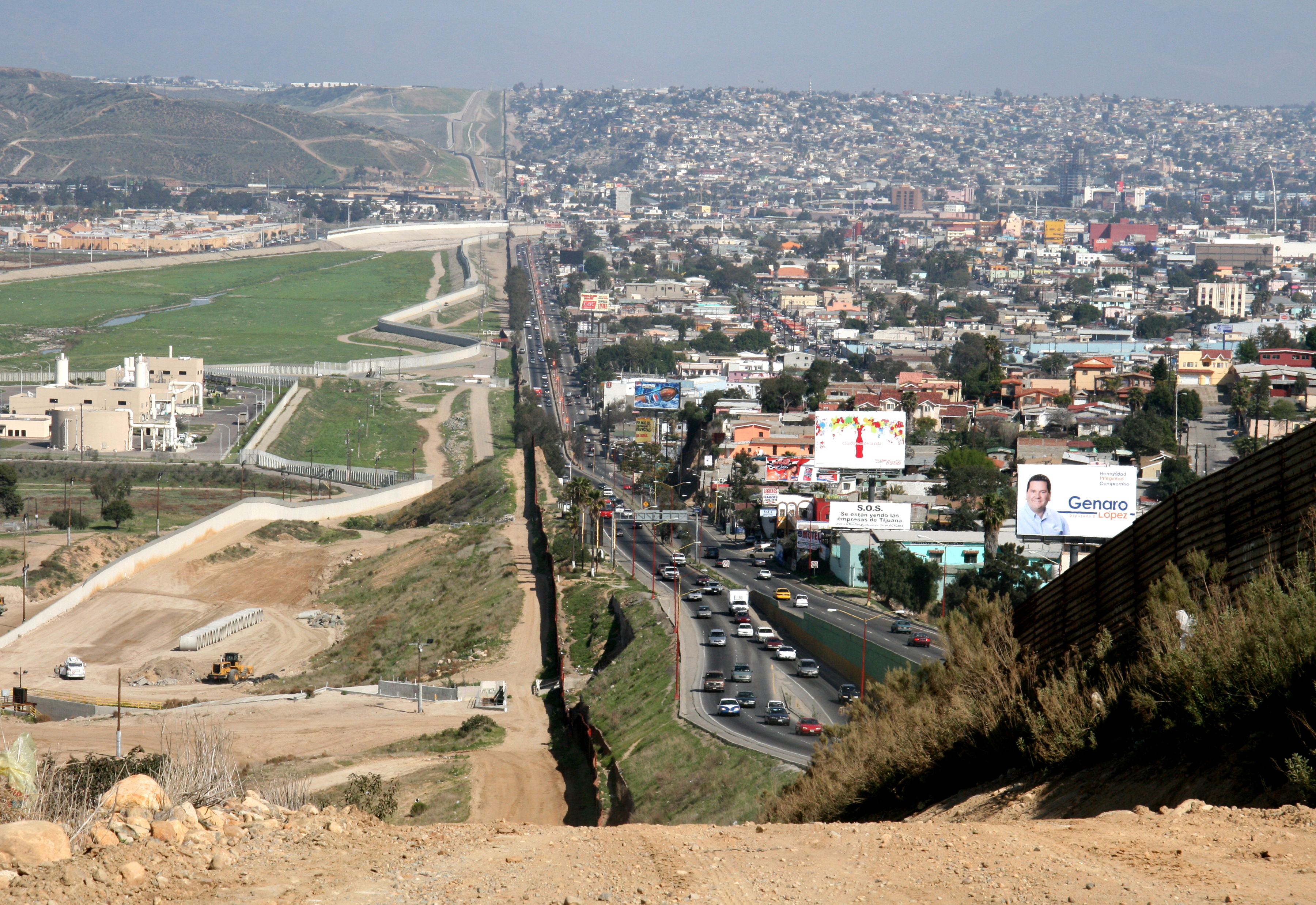
미국과 멕시코 국경. 오른쪽은 멕시코 티후아나, 왼쪽은 미국 샌디에이고이다.

멕시코와 미국의 국경은 미국의 4개 주와 멕시코의 6개 주에 접하고 있다. 20개 이상의 횡단 도로가 있다. 경계의 전체 길이는 3,145km(1,954마일)이다.
세계에서 가장 많이 통과하는 국경 중 하나이며, 두 국가를 연결하는 국경 중 10번째로 큰 국경이다. 매년 3억 5000만명이 (합법적으로) 국경을 넘고 있다. 미국-멕시코 국경은 합법, 불법을 떠나서, 세계에서 가장 많은 수의 사람이 횡단을 하고있다. 양국의 거리적인 가까움과 경계에서 볼 수 있는 생활 수준의 차이는 이들의 이주를 촉진하고있다. 매년 100만명 이상의 불법 입국자가 있는 것으로 보이며, 그 80%는 멕시코인이다. 나머지는 중앙아메리카에서 건넌다.
2016년 11월 8일, 미국의 대선에서 도널드 트럼프가 당선되자, 트럼프는 취임 후 거대한 멕시코 장벽을 건설하겠다고 밝혔다. 2017년 1월 20일, 도널드 트럼프가 대통령에 취임하여 멕시코 장벽을 건설하려는 입장이 되자 1월 27일에 도널드 트럼프가 반 이민 행정명령에 사인하여 7개국 무슬림 이민자들과 난민들의 미국 입국을 금지시켰다.

## 같이 보기
- 멕시코-미국 국경 위기
- 미국-캐나다 국경